# Imbriovec Jalžabetski
Imbriovec Jalžabetski falu Horvátországban, Varasd megyében. Közigazgatásilag Jalžabethez tartozik.

## Fekvése
Varasdtól 12 km-re délkeletre, községközpontjától 1 km-re nyugatra a Drávamenti-síkság szélén a Varasdot-Ludbreggel összekötő út mellett fekszik.

## Története
1920-ig  Varasd vármegye Varasdi járásához tartozott, majd a Szerb-Horvát Királyság része lett. 2001-ben a falunak 99 háza és 355 lakosa volt.

## Nevezetességei
Kápolnáját 1921-ben építették, 1978-ban megújították.